# Trent Kelly
John Trent Kelly, född 1 mars 1966 i Union i Mississippi, är en amerikansk republikansk politiker. Han är ledamot av USA:s representanthus sedan 2015.
Kelly studerade vid East Central Community College och avlade sedan kandidatexamen samt juristexamen vid University of Mississippi. År 2010 avlade han dessutom masterexamen vid United States Army War College. Han tjänstgjorde som distriktsåklagare 2012–2015. Kongressledamot Alan Nunnelee avled 2015 i ämbetet och Kelly fyllnadsvaldes till representanthuset. I fyllnadsvalet besegrade han demokraten Walter Zinn.